# Unkulunkulu
Zeul suprem în mitologia africană (cafri și hotentoții). Într-un mit al acestor triburi este explicat rolul acestui zeu în legătură cu moartea și nemurirea oamenilor. Mitul prezintă zeul ce a trimis oamenilor nemurirea printr-un cameleon, iar moartea printr-o șopârlă. Pentru că șopârla a ajuns înaintea cameleonului, oamenii au căzut sub destinul morții.
Mitologia polonezienilor deține un mit cosmogonic asemănător, avându-l pe Maui protagonist, acesta dând greș în înfrangerea morții și pierind. Evenimentul a marcat și destinul oamenilor, care au devenit de atunci muritori.